# Organización Comunista de Angola
La Organización Comunista de Angola (en portugués: Organização Comunista de Angola; OCA) fue un partido comunista en Angola. La OCA fue fundada en 1975 por los Comités Amílcar Cabral (CAC). Los CAC fueron fundados en 1974 con una base de apoyo entre los estudiantes de la Universidad de Luganda y los pobres urbanos, integrados en su mayoría por personas blancas, y actuaban dentro del Movimiento Popular de Liberación de Angola (MPLA). Los CAC fueron excluidos del partido en 1975. Se opusieron al gobierno del MPLA y a lo que llamaban socialimperialismo soviético. También pidieron la retirada de las tropas cubanas.La OCA fue reprimida por el gobierno.La OCA publicó Vanguarda Operária.